# 10872 Vaculík
(10872) Vaculík, denumire internațională (10872) Vaculik, este un asteroid din centura principală de asteroizi.

## Descriere
10872 Vaculík este un asteroid din centura principală de asteroizi. A fost descoperit pe 12 octombrie 1996 la Observatorul Kleť de Jana Tichá și Miloš Tichý. Asteroidul prezintă o orbită caracterizată de o semiaxă mare de 2,54 ua, o excentricitate de 0,08 și o înclinație de 2,9° în raport cu ecliptica.